# Pachycerianthus curacaoensis
Pachycerianthus curacaoensis is een Cerianthariasoort uit de familie van de Cerianthidae. De wetenschappelijke naam van de soort is voor het eerst geldig gepubliceerd in 1977 door Den Hartog.